# Actio de peculio
Die actio de peculio (etwa: Klage in Hinsicht auf das Sondergut) war eine sogenannte adjektizische Klage des Römischen Rechts. Sie kam zum Tragen, wenn der Geschäftsherr für Schulden seines Gewaltunterworfenen, beispielsweise Hauskinder oder Sklaven, einzustehen hatte. Voraussetzung war, dass der Gewalthaber seinem Untergebenen ein Sondergut (peculium) zur eigenen Bewirtschaftung überlassen hatte, aus welcher diejenigen Verbindlichkeiten entstehen konnten, die der Gewaltgeber dann zu vertreten hatte.
Der Wert des peculium wurde als maximale Kreditunterlage angesehen (Haftungsbeschränkung). Der Prätor gewährte den Gläubigern des Gewaltunterworfenen die Klage daher der Höhe nach auf den Wert des Sonderguts beschränkt (dumtaxat de peculio). Für den Zugriff des Gläubigers haftete jedoch das gesamte Vermögen des Gewaltgebers (Ausweitung der Haftungsmasse). Eine Mehrzahl von Gläubigern wurde in der Reihenfolge ihrer Forderungsanmeldungen befriedigt.